# Orneta
Orneta é um município da Polônia, na voivodia da Vármia-Masúria e no condado de Lidzbark. Estende-se por uma área de 9,63 km², com 8 924 habitantes, segundo os censos de 2017, com uma densidade de 926,7 hab/km².